# Stegopelta
Stegopelta là một chi khủng long, được Williston mô tả khoa học năm 1905.